# Herdísarvík
Herdísarvík är en vik i republiken Island. Den ligger i regionen Suðurland, i den sydvästra delen av landet, 30 km söder om huvudstaden Reykjavík.
Trakten ingår i den boreala klimatzonen. Årsmedeltemperaturen i trakten är 0 °C. Den varmaste månaden är augusti, då medeltemperaturen är 10 °C, och den kallaste är december, med −8 °C.